# Белл, Том
Том Белл (англ. Tom Bell; 1882, Глазго — 19 апреля 1944, Глазго) — британский коммунист.

## Биография
Родился в Глазго в семье каменщика. Был первым сыном из двух сыновей и двух дочерей в семье. В 1889—1904 годах учился в школе. Во время учёбы подрабатывал разносчиком молока. С 15 лет работал подмастерьем на сталелитейном заводе. Занимался самообразованием, посещал вечерние лекции в Андерсоновском колледже в Глазго. В 1902 году вступил в Независимую рабочую (лейбористскую) партию, затем перешёл в Социал-демократическую федерацию. После раскола в федерации работал в отколовшейся от неё Социалистической трудовой партии (Socialist Labour Party).
В 1910 году женился на Лиззи Эйткен. Во время Первой мировой войны входил в Клайдскую рабочую комиссию. От имени забастовщиков вел переговоры с министерством вооружений в Лондоне. В 1919 году выбран секретарём профсоюза шотландских сталелитейщиков. Входил в группу коммунистического единства, подготавливавшую объединение нескольких партий и групп в единую Коммунистическую партию Великобритании. В коммунистической партии занимал пост национального организатора. В январе 1921 года отправился в Москву, где провел пять меяцев и был делегатом III конгресса Коминтерна. Был избран в Исполком Коминтерна. В 1922 году был делегатом IV конгресса Коминтерна вместе с Артуром Макманусом. Работал в СССР до конца 1922 года.
4 августа 1925 года арестован в Глазго вместе с несколькими другими коммунистическими лидерами. Приговорен к шести месяцам тюрьмы за клевету против короля и подстрекательство к восстанию.
В 1930 году вступил в общество «Друзья Советского Союза», в 1937 году стал его секретарём. Написал книгу «History of the British Communist Party», опубликованную в 1937 году. Умер в Глазго 19 апреля 1944 года.